# Mistrovství Evropy ve skocích do vody 2011
Mistrovství Evropy ve skocích do vody za rok 2011 proběhlo v Turínu, Itálie ve dnech 8. až 13. března 2011.

## Česká stopa
Na tomto mistrovství Evropy Česko nemělo ve skocích do vody zastoupení.

## Výsledky

### Individuální disciplíny
| Muži              | Zlato                   | Zlato  | Stříbro                  | Stříbro | Bronz                   | Bronz  |
| ----------------- | ----------------------- | ------ | ------------------------ | ------- | ----------------------- | ------ |
| Skoky z 1 m prkna | Jevgenij Kuzněcov (RUS) | 427,05 | Illja Kvaša (UKR)        | 419,65  | Matthieu Rosset (FRA)   | 412,15 |
| Skoky z 3 m prkna | Patrick Hausding (GER)  | 499,40 | Ilja Zacharov (RUS)      | 493,85  | Jevgenij Kuzněcov (RUS) | 482,35 |
| Skoky z 10 m věže | Sascha Klein (GER)      | 515,05 | Patrick Hausding (GER)   | 506,10  | Alexandr Bondar (UKR)   | 493,95 |
| Ženy              | Zlato                   | Zlato  | Stříbro                  | Stříbro | Bronz                   | Bronz  |
| Skoky z 1 m prkna | Tania Cagnottová (ITA)  | 312,05 | Naděžda Bažinová (RUS)   | 288,75  | Anna Lindbergová (SWE)  | 287,80 |
| Skoky z 3 m prkna | Anna Lindbergová (SWE)  | 347,10 | Naděžda Bažinová (RUS)   | 325,55  | Tania Cagnottová (ITA)  | 324,25 |
| Skoky z 10 m věže | Noemi Batkiová (ITA)    | 346,35 | Julija Koltunovová (RUS) | 327,30  | Maria Kurjová (GER)     | 318,45 |

### Týmové disciplíny
| Muži                                     | Zlato                                                 | Zlato  | Stříbro                                                 | Stříbro | Bronz                                                    | Bronz  |
| ---------------------------------------- | ----------------------------------------------------- | ------ | ------------------------------------------------------- | ------- | -------------------------------------------------------- | ------ |
| Synchronizované skoky dvojic z 3 m prkna | Rusko (RUS) (Jevgenij Kuzněcov, Ilja Zacharov)        | 454,68 | Německo (GER) (Patrick Hausding, Stephan Feck)          | 441,45  | Francie (FRA) (Matthieu Rosset, Damien Cely)             | 425,37 |
| Synchronizované skoky dvojic z 10 m věže | Německo (GER) (Sascha Klein, Patrick Hausding)        | 467,16 | Ukrajina (UKR) (Alexandr Bondar, Oleksandr Horškovozov) | 458,34  | Rusko (RUS) (Viktor Minibajev, Ilja Zacharov)            | 441,15 |
| Ženy                                     | Zlato                                                 | Zlato  | Stříbro                                                 | Stříbro | Bronz                                                    | Bronz  |
| Synchronizované skoky dvojic z 3 m prkna | Itálie (ITA) (Tania Cagnottová, Francesca Dallapèová) | 320,40 | Rusko (RUS) (Naděžda Bažinová, Svetlana Filippovová)    | 317,13  | Německo (GER) (Katja Dieckowová, Uschi Freitagová)       | 295,50 |
| Synchronizované skoky dvojic z 10 m věže | Rusko (RUS) (Julija Koltunovová, Darija Govorová)     | 322,26 | Německo (GER) (Nora Subschinská, Christin Steuerová)    | 317,76  | Ukrajina (UKR) (Julija Prokopčuková, Alina Čaplenková)   | 315,24 |
| Mix                                      | Zlato                                                 | Zlato  | Stříbro                                                 | Stříbro | Bronz                                                    | Bronz  |
| Smíšený tým                              | Rusko (RUS) (Julija Koltunovová, Ilya Zacharov)       | 411,00 | Francie (FRA) (Audrey Labeauová, Matthieu Rosset)       | 408,60  | Ukrajina (UKR) (Olena Fedorovová, Oleksandr Horškovozov) | 358,40 |

## Medailová bilance
Ve skocích do vody se rozdělilo celkem 11 sad medailí.
| Pořadí | Stát           |       | Muži    | Muži  | Muži  |         | Ženy  | Ženy  | Ženy    |       | Mix   | Mix     | Mix   |  | Muži + Ženy + Mix | Muži + Ženy + Mix | Muži + Ženy + Mix | Celkem |
| Pořadí | Stát           | Zlato | Stříbro | Bronz | Zlato | Stříbro | Bronz | Zlato | Stříbro | Bronz | Zlato | Stříbro | Bronz |  |                   |                   |                   | Celkem |
| ------ | -------------- | ----- | ------- | ----- | ----- | ------- | ----- | ----- | ------- | ----- | ----- | ------- | ----- |  | ----------------- | ----------------- | ----------------- | ------ |
| 1.     | Rusko (RUS)    |       | 2       | 1     | 2     |         | 1     | 4     | 0       |       | 1     | 0       | 0     |  | 4                 | 5                 | 2                 | 11     |
| 2.     | Německo (GER)  |       | 3       | 2     | 0     |         | 0     | 1     | 2       |       | 0     | 0       | 0     |  | 3                 | 3                 | 2                 | 8      |
| 3.     | Itálie (ITA)   |       | 0       | 0     | 0     |         | 3     | 0     | 1       |       | 0     | 0       | 0     |  | 3                 | 0                 | 1                 | 4      |
| 4.     | Švédsko (SWE)  |       | 0       | 0     | 0     |         | 1     | 0     | 1       |       | 0     | 0       | 0     |  | 1                 | 0                 | 1                 | 2      |
| 5.     | Ukrajina (UKR) |       | 0       | 2     | 1     |         | 0     | 0     | 1       |       | 0     | 0       | 1     |  | 0                 | 2                 | 3                 | 5      |
| 6.     | Francie (FRA)  |       | 0       | 0     | 2     |         | 0     | 0     | 0       |       | 0     | 1       | 0     |  | 0                 | 1                 | 2                 | 3      |
| Celkem | Celkem         |       | 5       | 5     | 5     |         | 5     | 5     | 5       |       | 1     | 1       | 1     |  | 11                | 11                | 11                | 33     |